# Sporophila leucoptera
A Sporophila leucoptera a madarak osztályának verébalakúak (Passeriformes) rendjébe és a tangarafélék (Thraupidae) családjába tartozó faj.

## Rendszerezése
A fajt René Primevère Lesson francia ornitológus írta le 1817-ben, a Coccothraustes nembe Coccothraustes leucoptera néven.

## Alfajai
- Sporophila leucoptera bicolor (d'Orbigny & Lafresnaye, 1837)
- Sporophila leucoptera cinereola (Temminck, 1820)
- Sporophila leucoptera leucoptera (Vieillot, 1817)
- Sporophila leucoptera mexianae Hellmayr, 1912[2]

## Előfordulása
Argentína, Bolívia, Brazília, Paraguay, Peru és Suriname területén honos. Természetes élőhelyei a szubtrópusi és trópusi gyepek és cserjések, mocsarak, tavak, folyók és patakok környékén, valamint másodlagos erdők. Vonuló faj.

## Megjelenése
Testhossza 11 centiméter.
|  |  |

## Természetvédelmi helyzete
Az elterjedési rendkívül nagy, egyedszáma pedig stabil. A Természetvédelmi Világszövetség Vörös listáján nem fenyegetett fajként szerepel.